# キングサイズ (映画)
『キングサイズ』（Kingsajz）は、1987年のポーランドのカルトファンタジーコメディ映画。小さくなったオロたちが行動するシーンは、ウッチのスタジオでセットが組まれ撮影された。いくつかのシーンは、バランドフ撮影所のアーティストがマットペイントを用いて描いた。

## ストーリー
ある夜、科学者のアダムが「キングサイズ」になるための薬の製造に成功したとき、2人組みの男が研究室を襲撃して研究室を荒らし、他の2人組みのジルとワズがアダムを追いかける。そのころ、うなされて目が覚めたオロ・イエドリナは、恋人のエバに自分が妖精であることを告白するが、彼女は悪い冗談だと本気にしない。すると、薬を頼んでいた友人のアダムから電話が来て助けを求めてきた。オロは彼のところに駆けつけると、アダムが薬を女性のポケットに入れた直後ジルたちに捕まるのを目撃する。その女性アリスを尾行したオロは薬をもらおうとするが、ポケットに穴が開いていたためどこかに落ちてしまっていた。その後アダムの研究室に侵入し薬を探すオロだが、そこに部屋を荒らした2人組みが戻ってきた。なんとか2人をまいて家に帰ると、エバから浮気を疑われる。
引き出しの国では、妖精たちのボスであるハイマックの元に、ジルとワズによってアダムが連行されてきた。ハイマックは早速彼を尋問するが、口が堅くなかなか吐かない。翌日オロは、仕事上の上司のボンバリアに小説原稿を渡しにいくが、日付がコーラの効果が切れる4日であることを知り、急いでスーパーにいきコーラを探す。しかしコーラは1本しか残っておらず、その1本を他の客のかごから奪ったため警察沙汰になりそうになる。そこにアリスが現れて、その客にコーラを渡したため事なきを得る。そして彼女に、エバの仕事場であるファッションショー会場に送ってもらうと、そこでアリスがキングサイズの薬を持っているのを発見する。彼女から薬をもらった後、会場にハイマックがいることを知ったオロは、その場をやり過ごして帰宅するが、2人がいちゃついているのを見たエバは、彼に別れを切り出す。市場に来たオロは、引き出しの国について情報を聞いて回っていると、アリスがいるのを見つけ彼女の家にいくことになり、そこでアリスもオロと同じく自分が妖精であると明かす。

## キャスト
| 役名                   | 俳優                       | 日本語吹替 |
| ---------------------- | -------------------------- | ---------- |
| オロ・イエドリナ       | ジャック・チェミルニク     | 屋良有作   |
| アリス                 | カタジーナ・フィグラ       | 土井美加   |
| アダム・ハップス       | グジェゴシ・ヘロミンスキー | 千田光男   |
| ハイマック             | イェジー・シュトゥル       | 麦人       |
| ボンバリア             | ヴィトルト・プィルコシュ   | 仁内建之   |
| ジル                   | ヨアヒム・ラムザ           | 江原正士   |
| ワズ                   | マチェイ・コズラウスキー   | 秋元羊介   |
| エバ                   | リザ・マチュルスカ         | 寺内よりえ |
| エバの母親             | ハリナ・マチュルスカ       | 藤夏子     |
| クウィンテック         | ヤン・マチュルスキ         | 円谷文彦   |
| クラメルコ             | レオナルト・ピェトラシャク | 田口昂     |
| ショッピングモールの客 | ズジスワフ・クズニール     | 塩屋浩三   |
| ノーサッズ             | リシャルト・コタス         | 塩屋浩三   |
| 髭の囚人               | マリウス・サリテルニク     | 茶風林     |

## スタッフ
- 監督：ジュリアス・マチュルスキ
- 脚本：ヨランタ・ハルトヴィッヒ、ジュリアス・マチュルスキ
- 製作：Andrzej Soltysik
- 撮影監督：イェジー・デブスキ
- プロダクションデザイナー：ヤヌス・ソスノウスキ
- 編集：Miroslawa Garlicka
- 衣裳デザイン：マウゴジャータ・ブラスカ
- 音楽：クシェシミル・デプスキ（英語版）
- 吹替翻訳：長谷川恵子
- 吹替翻訳監修：進藤照光
- 吹替演出：松川陸
- 吹替調整：遠西勝三
- 吹替選曲：佐藤良介
- 吹替製作：千代田プロダクション